# Palais Torrigiani Del Nero
Le Palazzo Torrigiani, anciennement Del Nero, est un bâtiment historique du centre de Florence, situé dans le quartier d'Oltrarno, sur la rive gauche de l'Arno. Pendant longtemps, il fut la tête de pont du pont alle Grazie et, dans sa forme originale, surplombait l'Arno avec des jardins suspendus et une arche qui créait une cataracte utilisée pour des activités productives. Rétréci dans sa forme actuelle dans les années 1870-1873, en raison de son importance et de son histoire, il a donné son nom au Lungarno Torrigiani.
Le palais figure sur la liste dressée en 1901 par la Direction générale des Antiquités et des Beaux-Arts, comme édifice monumental devant être considéré comme patrimoine artistique national, et est protégé architecturalement depuis 1914.

## Histoire et description

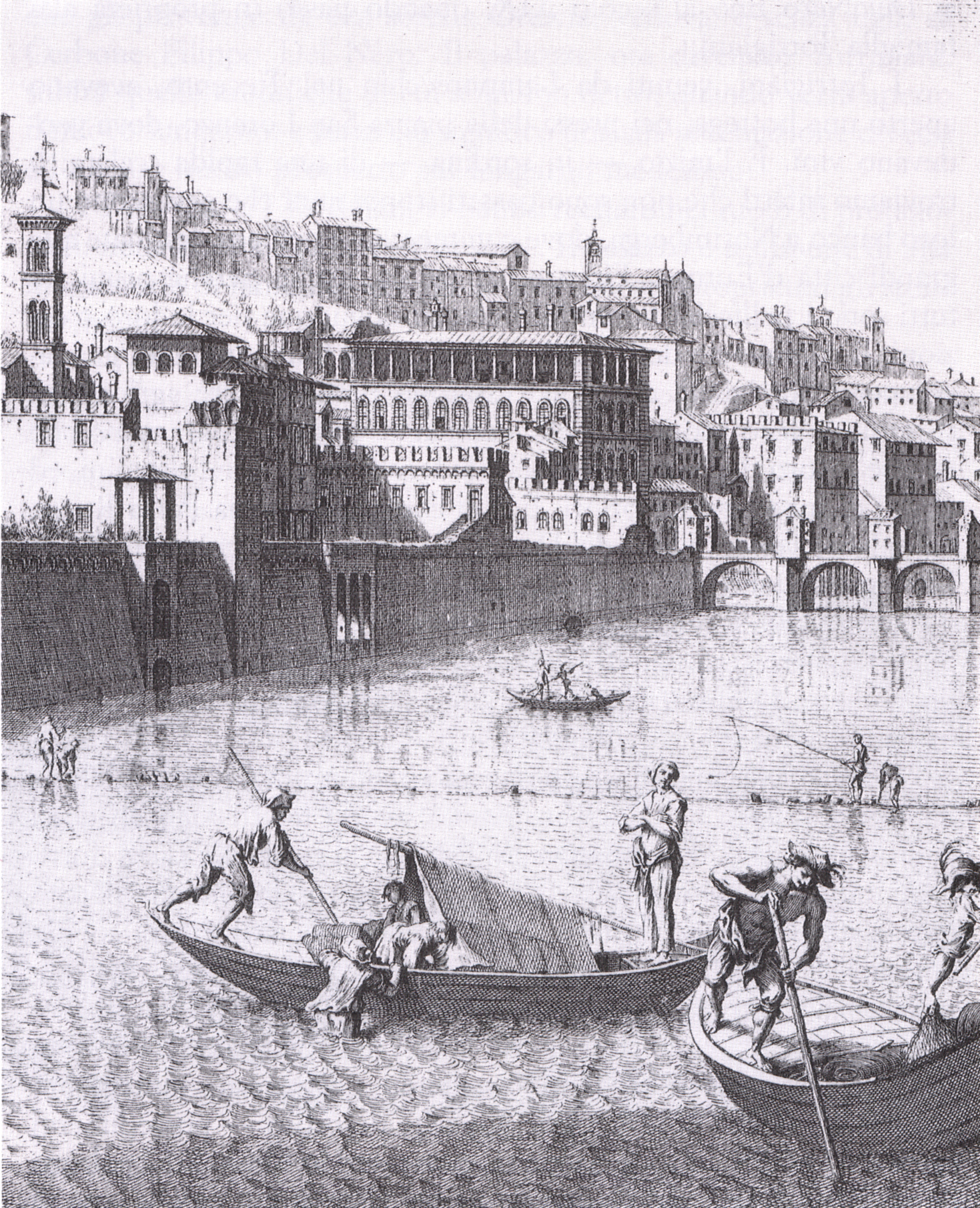
Le Lungarno avec le pont Alle Grazie, gravure du XVIIIe siècle de Giuseppe Zocchi (1744).

Giorgio Vasari documente l'érection du premier noyau du palais et, dans la Vie de Baccio d'Agnolo, raconte comment l'architecte « sur la Piazza de' Mozzi a commencé, mais n'a pas terminé, la Casa de' Nasi », ajoutant ensuite, dans les brèves notes sur son fils Domenico, comment ce dernier a fait « pour Agostino del Nero les coins de la Piazza de' Mozzi, et une belle terrasse pour ces maisons des Nasi déjà commencées par Baccio son père ».

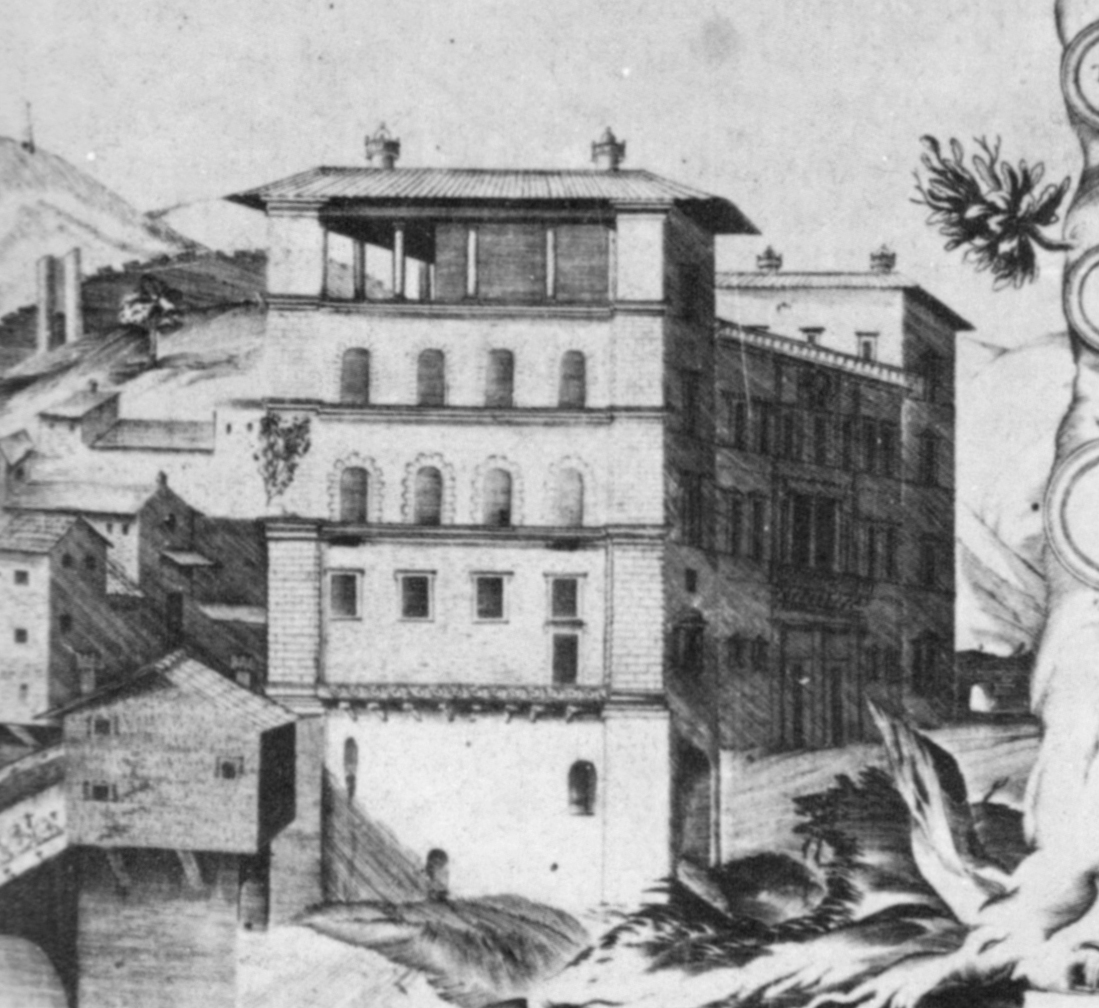
Le palais dans la gravure de Scipione Ammirato, vu de l'Arno.

La construction de la première maison serait donc attribuée à Baccio d'Agnolo commandé par Roberto Nasi qui, décédé en 1543, la laissa inachevée, et qu'Agostino del Nero acheta en 1552. Celui-ci acheva les travaux puis en commença de nouveaux, que les documents désignent comme « la nouvelle maison ».
Le bâtiment grandiose marquait ainsi le début du pont Rubaconte, où s'élevait une deuxième façade, avec ses fondations posées directement sur le lit de la rivière (en l'absence du Lungarno du XIXe siècle) et au-dessus de laquelle se trouvait une grande terrasse sur le toit, comme le montre une gravure de Scipione Ammirato datant d'environ 1590.
Au coin, marquant la propriété, se trouvait déjà le remarquable écu avec les armes d'union de Cosme Ier de Médicis et Éléonore de Tolède (mariés en 1549), créé par le sculpteur settignanais Antonio Lorenzi. 

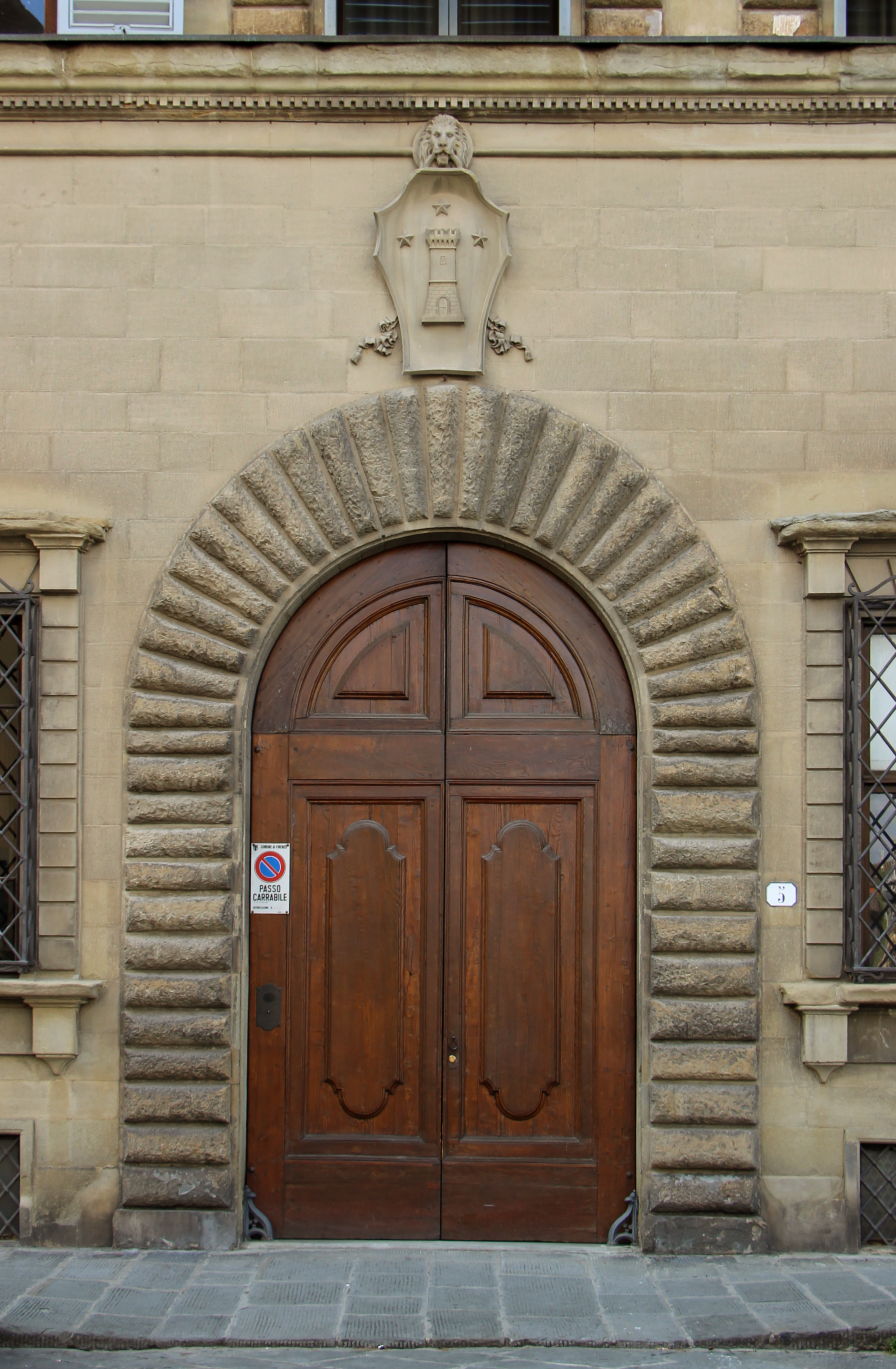
Portail principal

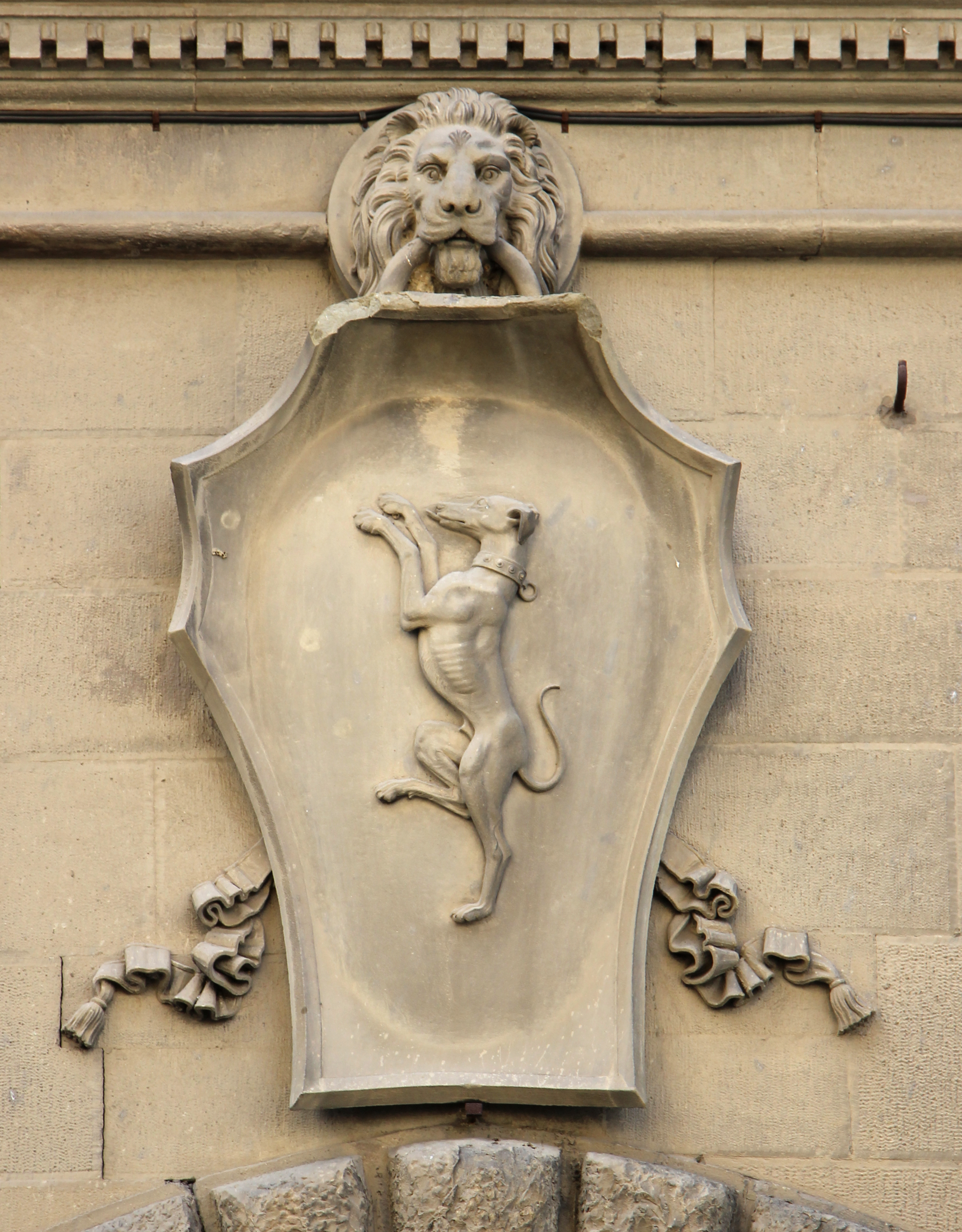
Armoiries des Del Nero

Les travaux du palais se poursuivirent longtemps, sur environ vingt-cinq ans, de 1552 à 1575, la direction de la construction passant au fils d'Agostino del Nero, Tommaso, qui intervint probablement surtout pour définir la façade postérieure, longuement vantée par Francesco Boschi dans Les Beautés de la ville de Florence.

### Les Torrigiani

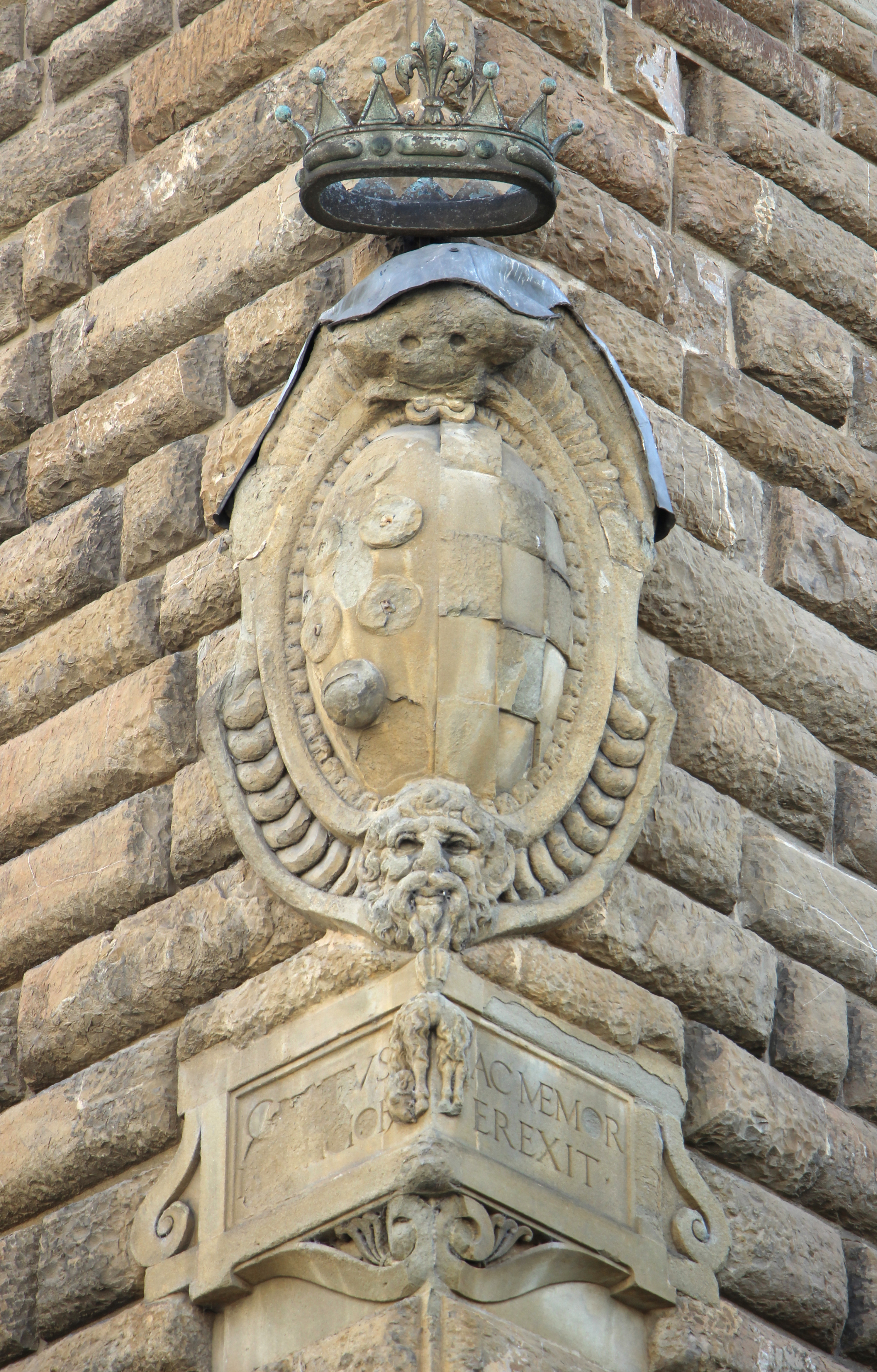
Armoiries des Médicis-Da Toledo à l'angle, conçues par Antonio Lorenzi.

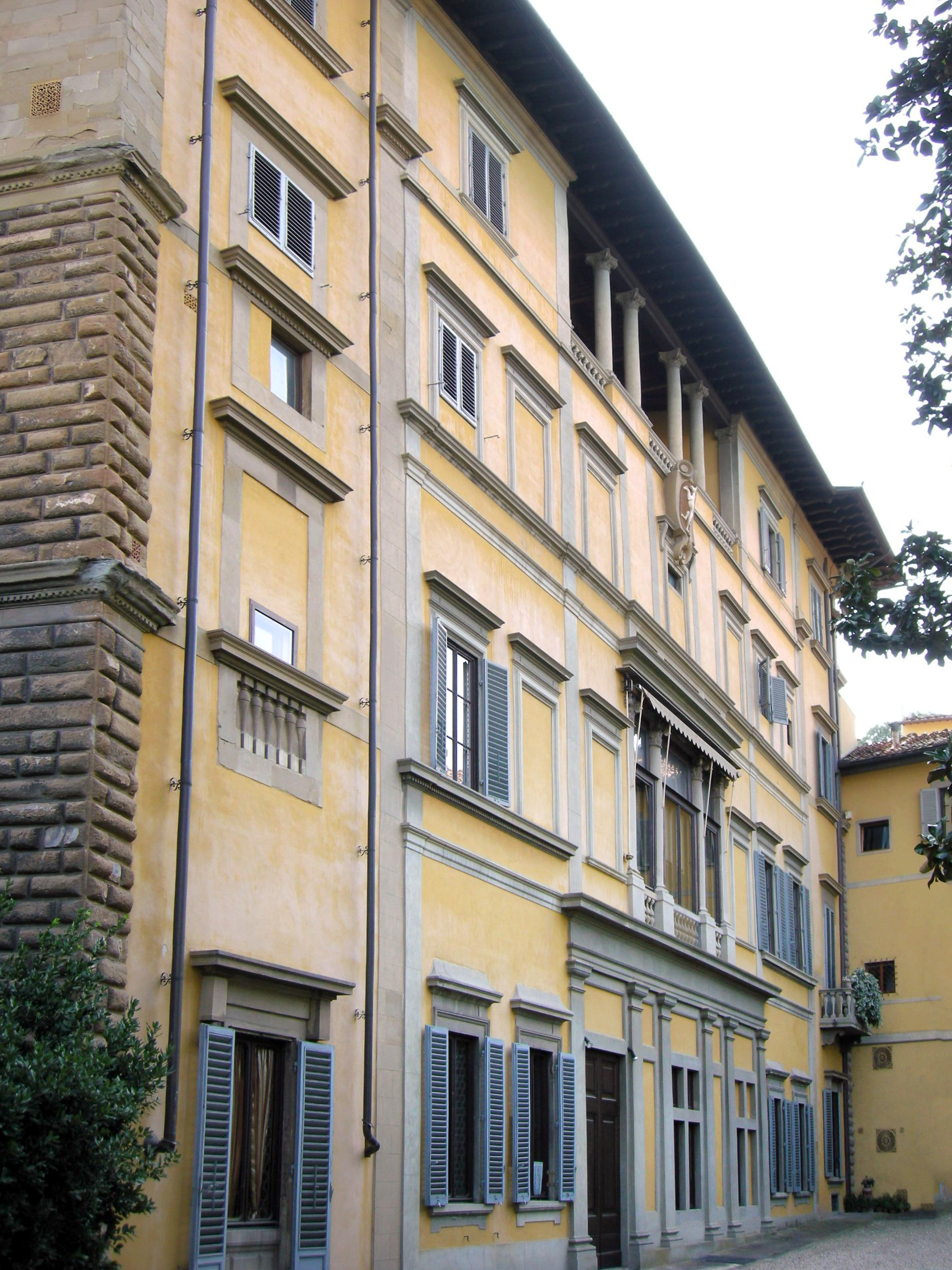
Façade sur le jardin.

Le palais passa aux Torrigiani, héritiers des Del Nero, au début du XIXe siècle.
Ayant choisi le palais comme résidence principale et lieu pour abriter leurs collections d'art, les Torrigiani achetèrent également le bâtiment situé à gauche, afin d'agrandir leurs appartements de ce côté, et firent, vers 1850, des travaux importants pour fournir un logement adéquat et pratique. Malheureusement, les nouveaux espaces ont été créés en fermant la loggia supérieure et en créant un nouvel escalier qui impliquait, dans le but de mieux éclairer la pièce, l'ouverture de nouvelles et plus grandes fenêtres sur la façade vers l'Arno, hors axe par rapport aux anciennes, comme on peut encore le constater aujourd'hui.
En avril 1868, le conseil municipal de Florence décida la création des nouveaux quais, avec des ouvrages définis dans ce tronçon entre 1869 et 1873, dans le cadre du plan d'expansion de la ville de Giuseppe Poggi pour Florence Capitale (1865-1871). Le Palazzo Torrigiani del Nero a vu sacrifier la partie qui s'étendait vers le pont alle Grazie, comme le Palazzo Serristori voisin, perdant ainsi la vue directe sur l'Arno et une grande partie de ses jardins.
Dans une partie du jardin devenue publique en 1871, est construite en 1901 l'église évangélique luthérienne de Florence. Les armoiries des portes avec les armes des Del Nero (en noir, avec le chien rampant d'argent, lampasto et collier en rouge) et des Torrigiani (en bleu, avec la tour d'argent) sont modernes.

## Œuvres autrefois au Palais Torrigiani-Del Nero
- Andrea del Castagno, Portrait d'homme, aujourd'hui à la National Gallery de Washington.